# (5833) Peterson
(5833) Peterson (1991 PQ) – planetoida z pasa głównego asteroid okrążająca Słońce w ciągu 6,54 lat w średniej odległości 3,5 j.a. Odkryta 5 sierpnia 1991 roku.